# Baba Nazar
 (juillet 2025).
Le contenu est difficilement compréhensible vu les erreurs de traduction, qui sont peut-être dues à l'utilisation d'un logiciel de traduction automatique.
Baba Nazar est un livre écrit par Hossein Beyzayi et édité par Mostafa Rahimi et Ahmad Dehqan . Le livre est le résultat d'entretiens oraux avec Mohammad Hassan Nazarenejad, au cours desquels le narrateur raconte ses histoires sur la révolution iranienne et la guerre Iran-Irak . Mohammad Hassan Nazarenejad, connu sous le nom de Baba Nazar, le narrateur de ce livre, a été en guerre Iran-Irak pendant 140 mois, décédé huit ans après la guerre à cause de blessures de guerre, en 1997.

## Synopsis
Le livre formé de 36 heures de conversation d'Hossein Beyzayi avec Mohammad Hassan Nazarenejad en 1996 qui est enregistré sous forme vidéo et le sort de ces films est inconnu. Mais les mots et les phrases des interviews sont devenus du texte après l'enregistrement. Dans l'ensemble, ce livre est un mémoire de Mohammad Hassan Nazarenejad à l' époque de la révolution iranienne et de la guerre Iran-Irak.
Au début, le narrateur parle de ses activités de campagne contre la dynastie Pahlavi avant la révolution . Il part ensuite pour la guerre Iran-Irak. Il décrit les opérations de guerre avec beaucoup de détails. Il raconte tous ses moments de guerre et dépeint les espoirs et les frustrations, les peurs et les immunités, les angoisses et les soulagements.
Ce livre a été compilé en dix-huit chapitres. La dernière partie du livre est consacrée aux photographies et aux documents,.

## Genre
Le livre est le résultat de dizaines d'heures de narration d'histoire orale par Mohammad Hassan Nazarenejad dicté à Hossein Beyzayi. Outre l'histoire orale, le livre contient également une autobiographie du narrateur,.

## Prix
Le livre a été sélectionné comme livre exceptionnel dans la section Mémoires du treizième prix du livre de l'Année de la défense.

## Publication
Le livre a été publié pour la première fois en persan par Sooreh Mehr Publication en 2009, qui a fait l'objet de plus de 55 réimpressions en quatre ans, selon les éditeurs,.
Le livre a été traduit du persan vers l'anglais et publié en août 2014 par Sooreh Mehr Publication,.

## accueil
Ezzatolah Entezami un acteur iranien, Mohammad Bagher Ghalibaf un politicien conservateur iranien et ancien officier militaire, Yahya Rahim Safavi un commandant militaire iranien, Mojtaba Rahmandoust un politicien conservateur iranien et Parviz Parastui un acteur et chanteur iranien, ils ont fait l'éloge de ce livre et ont écrit des notes pour il,,,.